# Carl-Heinz Schroth
Carl-Heinz Schroth (Innsbruck, 29 juni 1902 - München, 19 juli 1989) was een Oostenrijks acteur en filmregisseur. Hij was ook wel bekend onder de voornamen Carl Heinz, Karl Heinz en Karl-Heinz.

## Privéleven
Carl-Heinz Schroth was de zoon van acteur Heinrich Schroth en actrice Else Ruttersheim. Hij was de stiefzoon van actrice Käthe Haack en was een halfbroer van actrice Hannelore Schroth en Heinz Schroth. Carl-Heinz Schroth was getrouwd met Carola Krauskopf, met actrice Ruth Hausmeister (twee kinderen), met Karin Jacobsen (één kind) en als laatste met Barbara Hutterer.

## Filmografie
- Nathan der Weise (1922)
- Der Kongreß tanzt (1931)
- Die Korallenprinzessin (1937)
- Gauner im Frack (1937)
- Krach im Vorderhaus (1941)
- Ins Grab kann man nichts mitnehmen (1941)
- Shiva und die Galgenblume (1945)
- Das Mädchen Juanita (1945)
- Geld ins Haus (1947, niet op aftiteling)
- Frech und verliebt (1948)
- Morituri (1948)
- Der große Fall (1949)
- Derby (1949)
- Die Freunde meiner Frau (1949)
- Die letzte Nacht (1949)
- Eine seltene Geliebte (1950)
- Furioso (1950)
- Die Sterne lügen nicht (1950)
- Der Schatten des Herrn Monitor (1950)
- Vier Treppen rechts (1950)
- Meine Nichte Susanne (1950)
- Export in Blond (1950)
- Schatten der Nacht (1950)
- Die Dubarry (1951)
- Tanzende Sterne (1952)
- Unter den tausend Laternen (1952)
- Keine Angst vor großen Tieren (1953)
- Vergiß die Liebe nicht (1953)
- Mädchen mit Zukunft (1954)
- Wenn der Vater mit dem Sohne (1955)
- Wie werde ich Filmstar? (1955)
- Die Stadt ist voller Geheimnisse (1955)
- Mammis Wanderjahre (1957)
- Dr. med. Hiob Praetorius (1958)
- Unser Herr Vater (1958)
- Liebe auf krummen Beinen (1959)
- Philomena Marturano (1960)
- Das hab ich in Paris gelernt (1960)
- Der eingebildete Kranke (1960)
- Der Strafverteidiger (1961)
- Familienpapiere (1961)
- Zauber der Jugend (1961)
- Cécile... oder Die Schule der Väter (1962)
- Annoncentheater - Ein Abendprogramm des deutschen Fernsehens im Jahre 1776 (1962)
- Die Rache des Jebal Deeks (1963)
- Die Grotte (1963)
- Orden für die Wunderkinder (1963)
- Tu das nicht, Angelika (1965)
- Nachruf auf Egon Müller (1965)
- Unsterblichkeit mit Marschmusik (1965)
- Götterkinder - Eine ergötzliche Television aus vergangener Zeit (1965)
- Jean (1965)
- It's a Wonderful Life (1965)
- Das Experiment (1966)
- Die Geschichte des Rittmeisters Schach von Wuthenow (1966)
- Das ganz große Ding (1966)
- Heiraten ist immer ein Risiko (1967)
- Neapolitanische Hochzeit (1967)
- Die seltsamen Abenteuer des geheimen Kanzleisekretärs Tusmann (1972)
- Hund im Hirn (1976)
- Ein Hut von ganz spezieller Art (1978)
- Wer anderen eine Grube gräbt (1980)
- Die Alten kommen (1980)
- Sonny Boys (1982)
- Heiraten ist immer ein Risiko (1984)
- Das Geheimnis von Lismore Castle (1986)
- Lang soll er leben (1987)
- Der Fälscher (1987)
- Spätes Glück nicht ausgeschlossen (1988)
- Ede und das Kind (1988)
- Jakob - oder Liebe hört nicht auf (1989)
- Geld macht nicht glücklich (1989)
- Seine beste Rolle (1989)

## Televisieseries
- Intercontinental Express (1966)
- Alle Hunde lieben Theobald (1969-1970)
- Double Identity (1972)
- Derrick (1976)
- Karschunke & Sohn (1978)
- Sonne, Wein und harte Nüsse (1981)
- Jakob und Adele (1982-1984)
- Einfach Lamprecht (1982)
- Die Schwarzwaldklinik (1986)

## De door hem geregisseerde films
- Der Hund im Hirn (1953)
- Die verschwundene Miniatur (1954)
- Fräulein vom Amt (1954)
- Men at a Dangerous Age (1954)
- Reaching for the Stars (1955)
- Mammis Wanderjahre (1957)
- Quadrille (1961)
- Zauber der Jugend (1961)
- Ich liebe dich (1963)
- Die volle Wahrheit (1963)
- Tu das nicht, Angelika (1965)
- Simone, der Hummer und die Ölsardine (1965)
- Neapolitanische Hochzeit (1967)